# Södra Rörum
Södra Rörum är kyrkbyn i Södra Rörums socken och en småort i Hörby kommun.
Ortnamnet (1360-talet in Rytherum syndra) innehåller ryd 'röjning' och rum 'öppen plats'. Södra är tillagt till åtskillnad från Norra Rörum.
Vid en brand juni 1809 brann stora delar av byn ner, inklusive prästgården med många gamla uppgifter om församlingen.
Den första lanthandlaren kom till Södra Rörum i mitten på 1850-talet. Som mest fanns tre affärer, tre bensinstationer, en poststation, ett bageri och ett kafé i byn. 1839 byggdes ett skol- och fattighus. Lanthandelen lades ner i slutet av 2008. Sedan 2008 finns det ett trädgårdskafé som är öppet på helgerna under den varma delen av året.
Södra Rörums kyrka byggdes 1884-86 efter ritningar av malmöarkitekten Salomon Sörensen och ersatte en stenkyrka från 1200-talet.